# Draco maculatus
Draco maculatus är en ödleart som beskrevs av  Gray 1845. Draco maculatus ingår i släktet flygdrakar, och familjen agamer. IUCN kategoriserar arten globalt som livskraftig.

## Underarter
Arten delas in i följande underarter:
- D. m. divergens
- D. m. whiteheadi
- D. m. maculatus
- D. m. haasei